# Podhajce

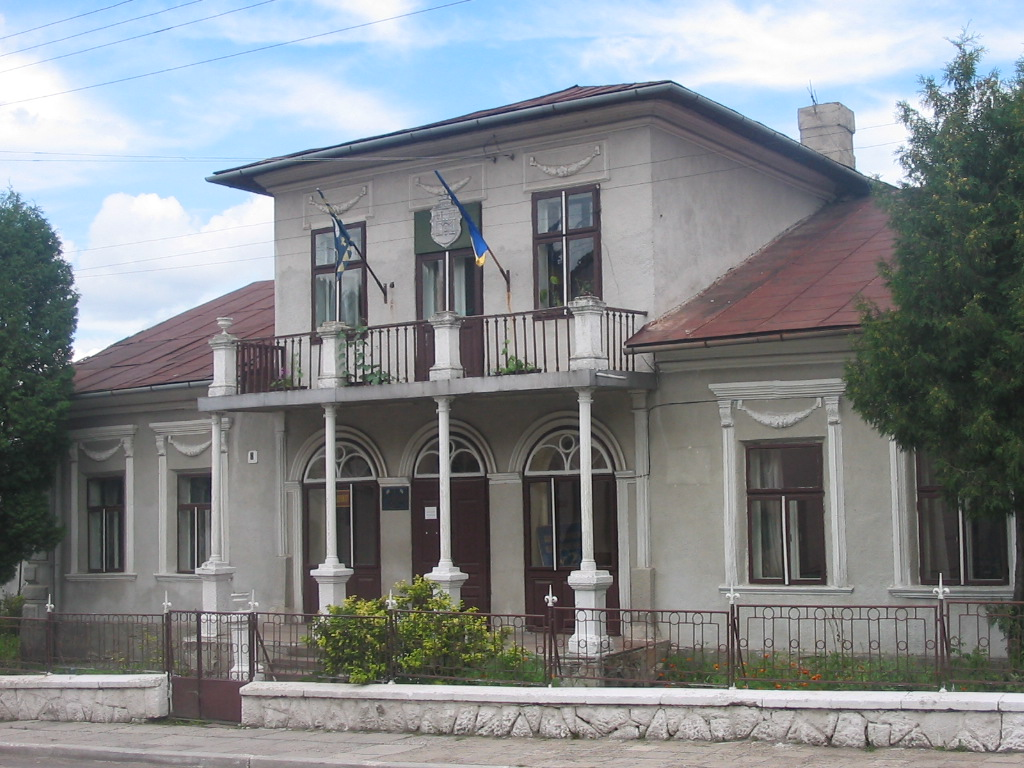
Willa J. Choróbskiego, obecnie budynek Rady Miejskiej

Podhajce (ukr. Підгайці, Pidhajci) – miasto na Ukrainie, w obwodzie tarnopolskim, nad Koropcem, siedziba administracyjna rejonu podhajeckiego. Według stanu na 2024 liczyło około 2500 mieszkańców.

## Położenie
Podhajce położone są na południowy wschód od Lwowa, 26 km na południe od Brzeżan, na prawym brzegu rzeki Koropiec (lewobrzeżnego dopływu Dniestru). Miasto leży wśród wzgórz, na wysokości 392 metrów nad poziomem morza. W sąsiedztwie miejscowości Podhajce znajdują się następujące lokalizacje: Kozowa – 26,9 km na północ, Wiśniowczyk – 30 km na wschód, Trembowla – 45,9 km na wschód, Buczacz – 40,4 km na południowy wschód, Monasterzyska – 24,7 km na południe, Halicz – 42,2 km na południowy zachód.

## Etymologia nazwy
Rodowód nazwy Podhajce nie jest jednoznaczny. Istnieją na ten temat dwie teorie. Według pierwszej nazwa pochodzi od znacznych lasów (gajów) rosnących na otaczających miasto wzgórzach. Druga bierze za podstawę również położenie topograficzne miejscowości i wywodzi nazwę od 100-metrowego wzniesienia zwanego „Gajem”, położonego po wschodniej stronie rzeki. Stąd ewolucyjnie ukształtowana nazwa miasta to: Podgajem – Podgajce – Podhajce.

## Historia
Prywatne miasto szlacheckie lokowane w 1463 położone było w XVI wieku w województwie ruskim. Formalnie prawa miejskie uzyskało w 1469. Ich potwierdzenie nastąpiło w 1539 przez powtórne nadanie królewskie. W swojej historii Podhajce kilkakrotnie zmieniały przynależność państwową:
Kalendarium
- Do 1340 były własnością kniaziów ruskich wchodząc w skład księstwa halicko-wołyńskiego[8]
- 1340–1569 – miasto w Królestwie Polskim
- 1420 – pierwsza znana data pojawienia się Żydów w Podhajcach[9].
- 1569–1772 – miasto w granicach I Rzeczypospolitej.
- 1772–1918 – miasto powiatowe wchodzące w skład Królestwa Galicji i Lodomerii.
- 1918–1919 – miasto wchodzące w skład Zachodnioukraińskiej Republiki Ludowej
- 1919–1920 – miasto w II Rzeczypospolitej
- 1920–1939 – miasto powiatowe w województwie tarnopolskim w II Rzeczypospolitej
- 1939–1941 – miasto pod okupacją sowiecką (włączone do ZSRR)
- 1941–1944 – miasto pod okupacją niemiecką (włączone dekretem Adolfa Hitlera do Galicji Wschodniej w Generalnym Gubernatorstwie, do nowo utworzonego Dystryktu Galicja)
- 1944–1991 – od lipca 1944, operacja lwowsko-sandomierska, miasto ponownie włączone do ZSRR, do Ukraińskiej SRR
- Od 1991 – miasto w granicach niepodległej Ukrainy

Podhajce są bardzo starą osadą, jednak ich początki z powodu braku odpowiednich dokumentów są trudne do ustalenia. Jak głosi legenda w połowie XIII w. w rejonie dzisiejszych Podhajec zbłądził podczas polowania ruski król Daniel Halicki, a zbudowane podczas postoju chaty dały początek jednej z dzielnic Podhajec – Haliczowi. Istnieją również przypuszczeni, że w XIII w. istniało osiedle na miejscu dzisiejszego Tudyńca. Pierwsza pisemna wzmianka mówiąca o właścicielu Podhajec rycerzu Dionizym, pochodzi z 1397. W pierwszej połowie XV w. właścicielami Podhajec byli przedstawiciele szlachty ruskiej/ukraińskiej, Kniehiniccy. Miasto leżało wówczas na lewym brzegu Mużyłówki (dziś ta część Podhajec nosi nazwę Stare Miasto i stanowi jedno z przedmieść). Elżbieta Kniehinicka wyszła za mąż za Michała z Buczacza herbu Abdank, wojewodę podolskiego, który poległ w walce z Tatarami w 1438. W pierwszej połowie XV w. Michał Buczacki ufundował w Podhajcach pierwszy kościół rzymskokatolicki. Po zniszczeniu przez Tatarów fundację świątyni odnowił w 1463 jego syn Jakub (zm. 1501). W tym samym okresie (1446) wzmiankowana jest również pierwsza cerkiew.
Od ostatniego przedstawiciela rodu Buczackich Podhajce od 1534 przeszły w ręce rodziny Wolskich herbu Półkozic: Mikołaj Wolski wykupił u biskupa Jakuba Buczackiego za 10.000 florenów miasto Podhajce oraz klucz podhajecki. W 1539 Mikołaj Wolski uzyskując od Zygmunta I stosowny przywilej, wprowadził w Podhajcach prawo magdeburskie. Rok 1539 jest najczęściej podawaną datą powstania miasta.
Mikołaj Wolski pozostawił Podhajce trzem synom: Stanisławowi, Mikołajowi i Zygmuntowi. Potomkowie Mikołaja sprzedali miasto Stanisławowi Golskiemu, towarzyszowi broni Jana Zamoyskiego i wiernemu stronnikowi króla. Dzięki Golskiemu Podhajce stały się jedną z najpotężniejszych fortec kresowych. Jego brat Jan Golski był żonaty z Zofią z Zamiechowskich. Po śmierci męża Zofia, która była jeszcze dwukrotnie zamężna, stała się właścicielką Podhajec. Po niemal całkowitym zniszczeniu kościoła Zofia, wówczas już Tyszkiewiczowa, postawiła nowy praktycznie od podstaw, i to do tej fundacji często można spotkać odwołania w źródłach. W 1641 kolejnymi właścicielami Podhajec stali się Potoccy, a dokładnie Stanisław Rewera Potocki. W 1663 podczas wyprawy zadnieprzańskiej w czasie wojny polsko-moskiewskiej w drodze ze Lwowa na zamku w Podhajcach przebywał przez kilka dni król Jan Kazimierz.
Podhajce były miejscem dwóch bitew wojsk polskich z Tatarami i Kozakami:
- 6–16 października 1667[19]
- 8–9 września 1698[20]

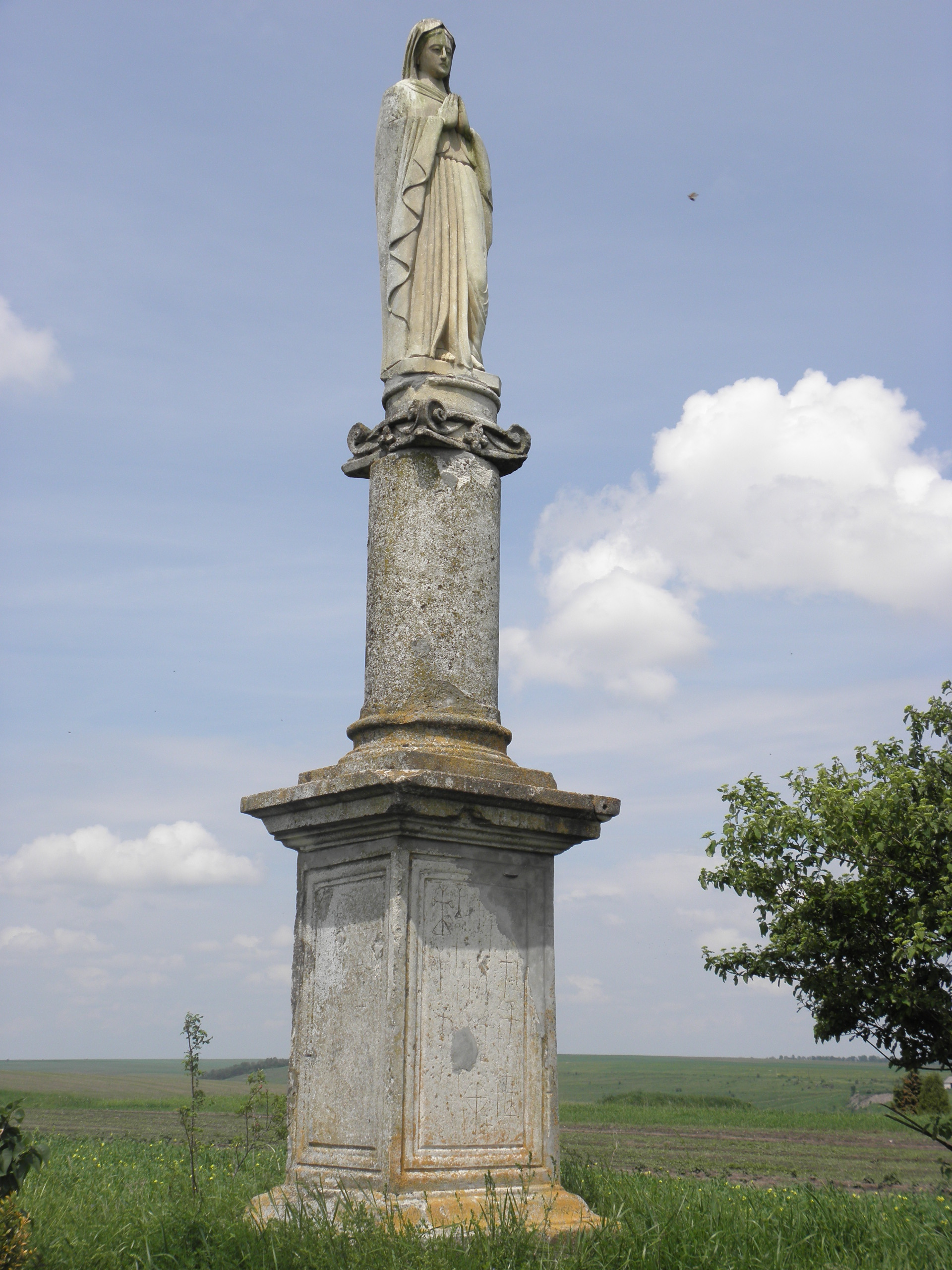
Monument upamiętniający miejsce bitwy 6–16 października 1667

Ostatnim właścicielem Podhajec z rodu Potockich był Marian herbu Pilawa – kasztelan lubaczowski. Kres panowania Potockich na ziemi podhajeckiej zbiegł się z dotkliwą klęską poniesioną przez konfederatów barskich w bitwie z wojskami rosyjskimi pułkownika Weissmana w pobliżu Podhajec 11 maja 1768. Od Potockich dobra podhajeckie odkupili Bielscy.
Podczas I rozbioru Polski (1772) Podhajce dostały się pod panowanie austriackie i zostały włączone do cyrkułu brzeżanskiego wchodzącego w skład tzw. Królestwa Galicji i Lodomerii (zachodnia część Podola). Po Bielskich dobra podhajeckie nabył w 1782 Kasper Rogaliński, a po nim Worcellowie.
Około 1820 miasteczko liczyło 3805 mieszkańców. W latach trzydziestych XIX w. przeprowadzono przez Podhajce trakt wiodący z Brzeżan do Monasterzysk. Pod koniec XIX w. rozpoczęto prace związane z linią kolejową, która miała połączyć miasto ze Lwowem. Inwestycję zrealizowano w 1909.
Przez pewien czas podczas zaboru austriackiego miasteczko Podhajce wchodziło w skład obwodu, czyli cyrkułu brzeżańskiego.
W połowie XIX w. dobra podhajeckie były własnością księcia Aleksandra Romualda Czartoryskiego. W 1840 Aleksander poślubił Marcelinę z d. Radziwiłł, która po śmierci męża przejęła Podhajce. Wkrótce zasłynęła jako gorąca patriotka polska i filantropka, m.in. fundowała ochronki dla dzieci wiejskich w okolicach Podhajec. Cieszyła się też sławą doskonałej pianistki, utalentowanej odtwórczyni dzieł Fryderyka Chopina, którego była uczennicą. W swym domu w Podhajcach księżna Marcelina często grywała na fortepianie, i prawdopodobnie stąd zrodziła się legenda, iż w Podhajcach przebywał Chopin.
W 1872 powołano i zorganizowano w Podhajcach Ochotniczą Straż Pożarną. Straż przyjęła na siebie obowiązki straży pożarnej gminnej. Przedstawiciel podhajeckiej straży (Michał Borowski) wziął udział w I Krajowym Zjeździe Straży na przełomie października i listopada 1875 i wszedł w skład pierwszej Rady Zawiadowczej.
W niedziele o god. pół do 12 26 maja 1889 w Podhajcach wybuchł pożar w piętrowym budynku w rynku obok propinacji miejskiej położonym. Według oficjalnych danych spłonęło wówczas 266 domów (według innych danych 600), zginęło 12 osób, a 7 zostało ciężko rannych. Bez dachu nad głową pozostało 2786 osób. Na czele „komitetu ratunkowego” stanął burmistrz Podhajec Michał Borowski, pochodzący z rodziny Habdanków Borowskich (w 1884 za zasługi dla miasta Rada Miejska nazwała jedną z ulic Podhajec jego imieniem). W 1889 Borowski „osobiście się udał do bogatych ludzi i znanych filantropów w kraju i za granicą z prośbą o składki i zebrał dla biednych pogorzelców przeszło 30 000 złotych”.
Według obliczeń konskrypcyjnych przeprowadzonych w 1890 ustalono liczbę ludności w powiecie podhajeckim na 79 343. Podział (strukturę) ludności, biorąc pod uwagę religię prezentuje tabela:
| Ludność obrządku greckokatolickiego    | 50 455 |
| Ludność obrządku rzymskokatolickiego   | 20 529 |
| Ludność obrządku mojżeszowego          | 8336   |
| Ludność obrządku ormiańskokatolickiego | 13     |
| Ludność obrządku ewangelickiego        | 8      |

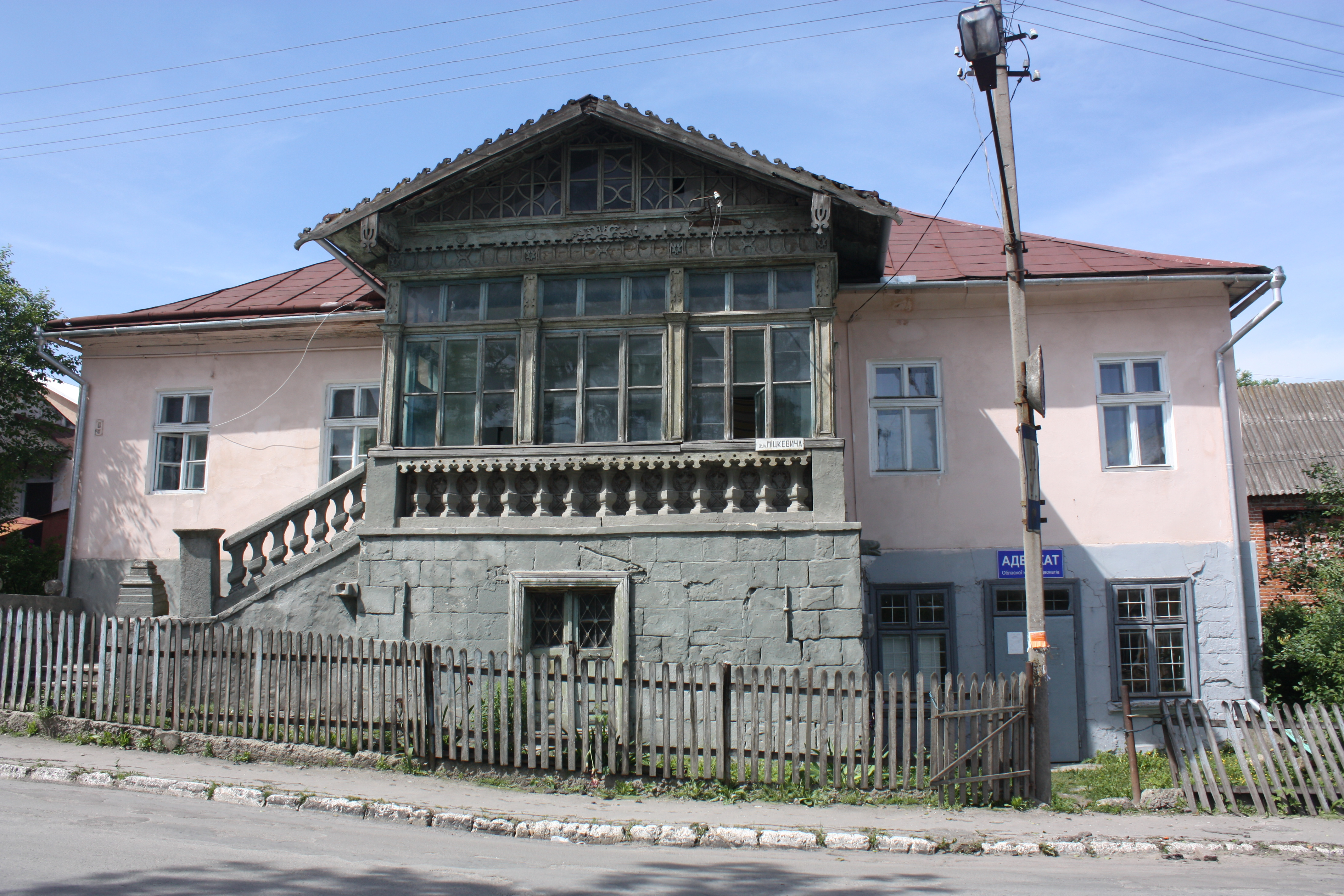
Dom byłej właścicielki miasta i uczennicy Fryderyka Chopina – Marceliny Czartoryskiej

W 1891 księżna Marcelina Czartoryska sprzedała dobra podhajeckie Towarzystwu Wzajemnych Ubezpieczeń w Krakowie. W 1893 Podhajce od Towarzystwa odkupił Adam Czyżewicz.

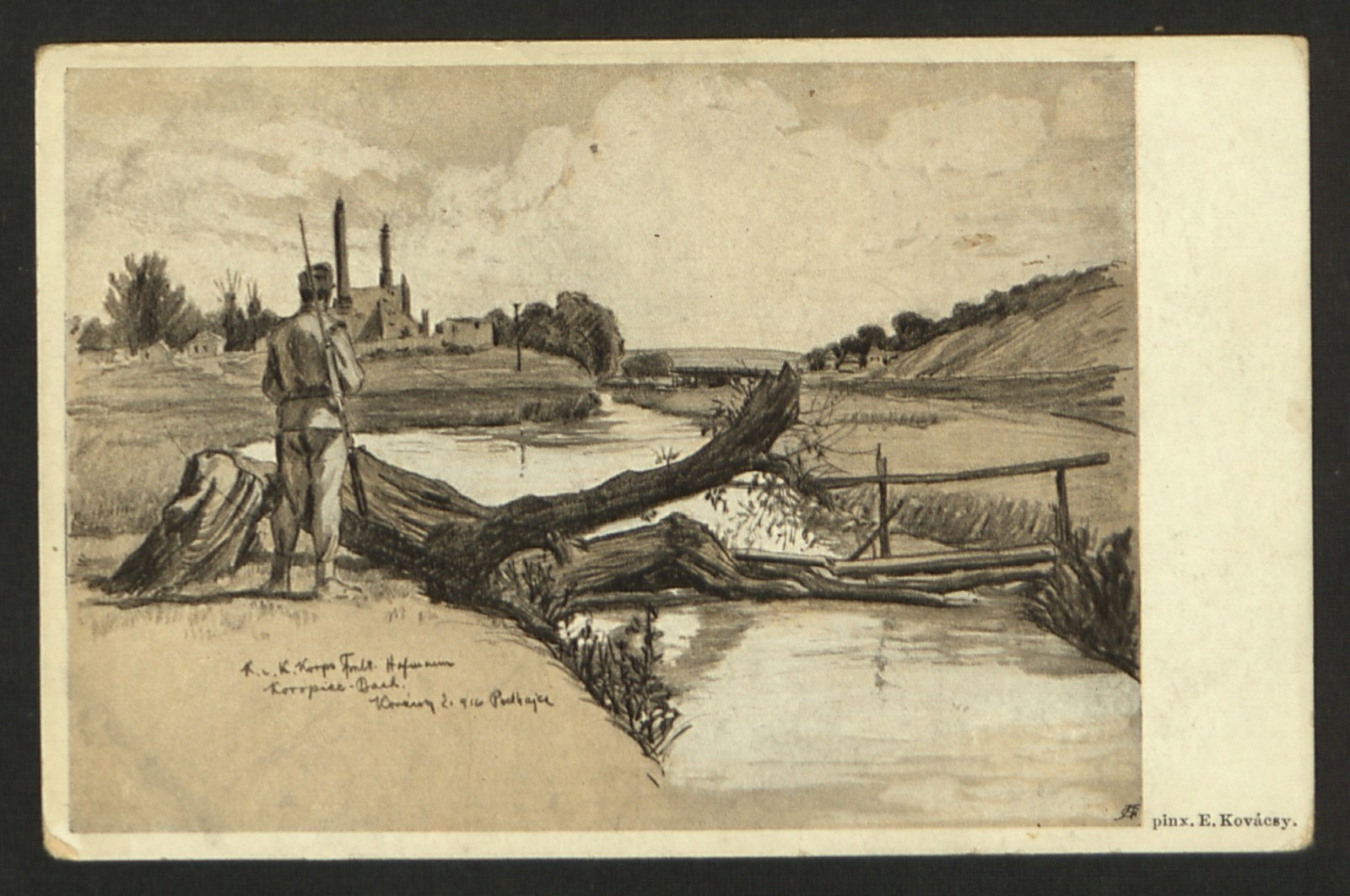
Żołnierz stojący nad rzeką Koropiec (1916)

W lipcu 1914 Austriacy zmobilizowali do wojska wszystkich mężczyzn zdolnych do noszenia broni. W czasie walk front zatrzymał się na wschód od Strypy i Podhajce znalazły się w jego strefie. Zwożono do miasta rannych i chorych żołnierzy. Miejski szpital nie mógł pomieścić wszystkich i na potrzeby lecznictwa przeznaczono budynek „Sokoła”. Zmarłych żołnierzy grzebano obok cmentarza cywilnego. Tak powstał w Podhajcach cmentarz wojskowy. Pochowano na nim również ofiary wojny polsko-ukraińskiej (1918–1919). Jedną z nich był Wasyl Opariwski ojciec Jarosławy – żony Stepana Bandery. Wojska rosyjskie wkroczyły do Podhajec 26 sierpnia 1914 i okupowały miasto ponad rok, tj. do 28 sierpnia 1915. Podczas inwazji rosyjskiej trwającej rok i dwa dni budynki miejskie nie ucierpiały. Rosjanie zniszczyli pałac i zabudowania dworskie, młyn amerykański, gorzelnię, budynek polskiego gimnazjum oraz stację kolejową.
Wojna polsko-ukraińska i polsko-bolszewicka spowodowały, że polskiemu rządowi zależało na wzmocnieniu „polskości” na Kresach Wschodnich. Kolejny raz mobilizowano nowych osadników, z których większość stanowili żołnierze odznaczeni w walce o niepodległość i w wojnie 1920. Jedną z takich rodzin była rodzina Gerlachów, która przeniosła się w latach 1925–1926 z Rzeszowszczyzny do Podhajec. Miejsce w Podhajcach, gdzie mieszkali osadnicy do lat trzydziestych, nazywano Kolonią lub Holendry-Kolonią. Później już występowała nazwa Mazury – były one niejako przedłużeniem przysiółka Holendry.
W dniach 7–8 października 1933 odbyły się w Podhajcach uroczystości związane z obchodami 250. rocznicy odsieczy wiedeńskiej.

Lata 30. Pracownicy Poczty Polskiej przed Urzędem Pocztowo-Telegraficznym w Podhajcach

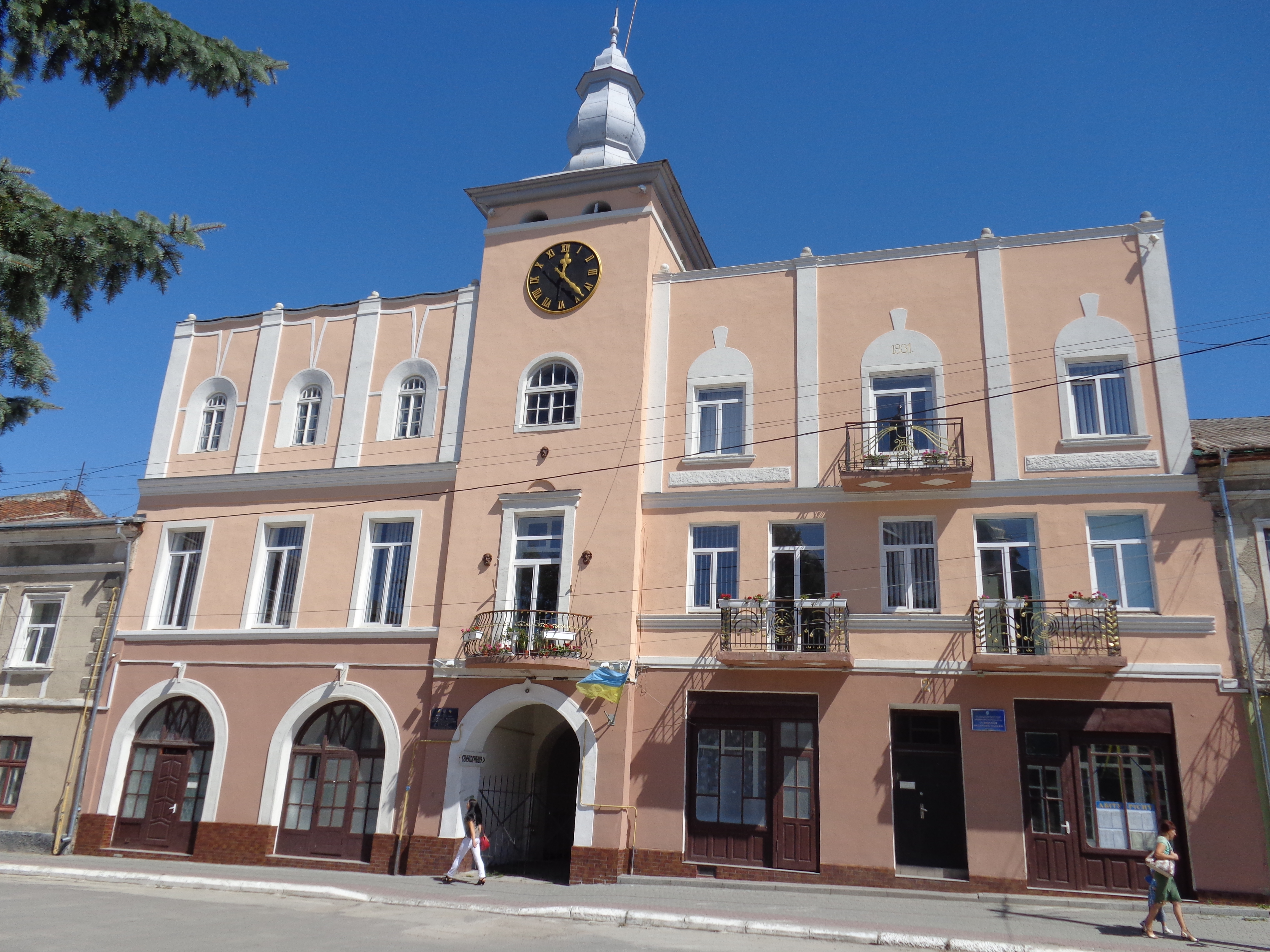
Budynek, w którym przed II wojną światową mieścił się Ratusz

Ważnym miejscem w mieście był Urząd Pocztowo-Telegraficzny usytuowany nieopodal szkoły, przy ul. Jana III Sobieskiego. Ruch przesyłek pocztowych pomiędzy dworcem PKP a urzędem odbywał się dwa razy dziennie – za środek transportu służył wóz konny. Z tą samą częstotliwością listonosze rozwozili przesyłki do adresatów. Poczta była również miejscem nadawania telegramów, a także odbywania rozmów telefonicznych.
Po agresji ZSRR na Polskę 18 września 1939 Podhajce zostały okupowane przez Armię Czerwoną. Po przeprowadzonych 22 października 1939 pseudowyborach do Zgromadzenia Ludowego Zachodniej Ukrainy miasto zostało anektowane przez ZSRR. Rozpoczął się policyjny terror NKWD. W lutym i kwietniu 1940 NKWD przeprowadziło deportacje do Kazachstanu i na Syberię. Objęły one przede wszystkim rodziny inteligenckie.

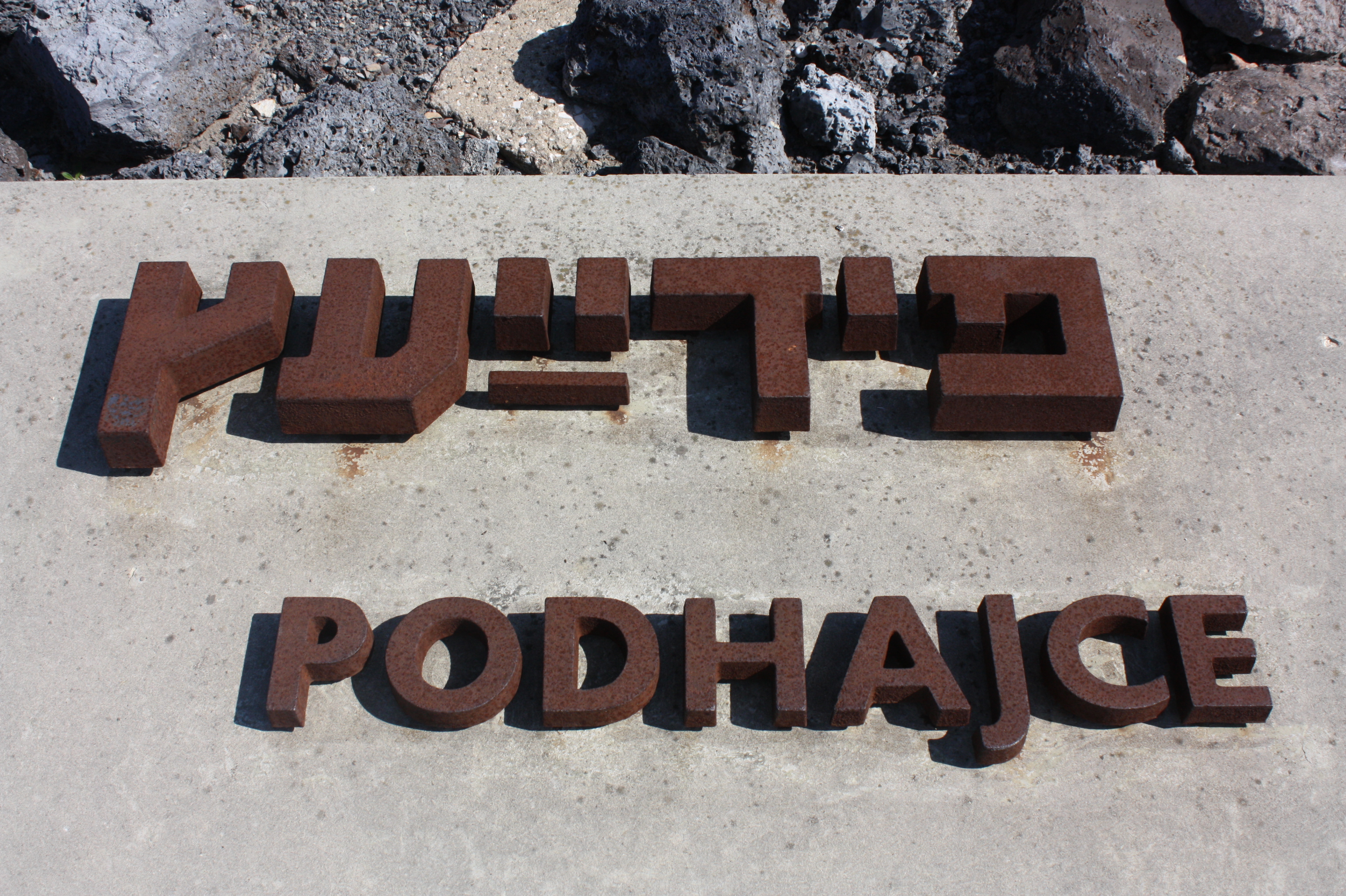
Muzeum – Miejsce Pamięci w Bełżcu. Napis upamiętniający pomordowanych Żydów z Podhajec

Po ataku III Rzeszy na ZSRR 4 lipca 1941 do Podhajec wkroczył Wehrmacht. 13 lipca 1941 doszło tutaj do antyżydowskich zajść (pogromu), w czasie których wielu Żydów zostało pobitych i obrabowanych przez Ukraińców. W 1942 Niemcy zwieźli z terenu powiatu do Podhajec wszystkie osoby narodowości żydowskiej i utworzyli getto. Pod koniec 1942 ponad 1000 Żydów wywieziono do niemieckiego obozu zagłady w Bełżcu. Eksterminacja Żydów wraz z likwidacją getta nastąpiła w 1943. Zamordowano ponad 2000 osób, tylko nielicznym udało się przeżyć. Część z nich została uratowana przez polskie i ukraińskie rodziny.
W czasie wycofywania się Niemców, od jesieni 1943, nasilały się napady nacjonalistów ukraińskich na Polaków. To spowodowało, że w Podhajcach schroniło się około 10 – 12 tys. polskich uciekinierów z okolicznych wiosek. Same miasto nie zostało zaatakowane przez UPA, ale w różnych okolicznościach z rąk banderowców zginęło 21 jego mieszkańców. 25 marca 1944 Podhajce ponownie zostały okupowane przez Armię Czerwoną. W dawnym budynku sądu powiatowego w Podhajcach urządzono siedzibę NKWD. Po zakończeniu wojny rozpoczęła się ekspatriacja ludności polskiej z Podhajec, która osiedliła się przede wszystkim w: Trzebnicy, Bolkowie, Oławie, Wrocławiu, Miłonowie, Otyniu, Zielonej Górze i Szczecinie.
Po 1945 do opustoszałego miasta zaczęli przybywać Łemkowie i Ukraińcy wysiedlani z Polski. W czasach radzieckich Podhajce podupadły. Dopiero od lat 90. XX wieku, po uzyskaniu niepodległości przez Ukrainę, datuje się powolny rozwój gospodarczy miasta.

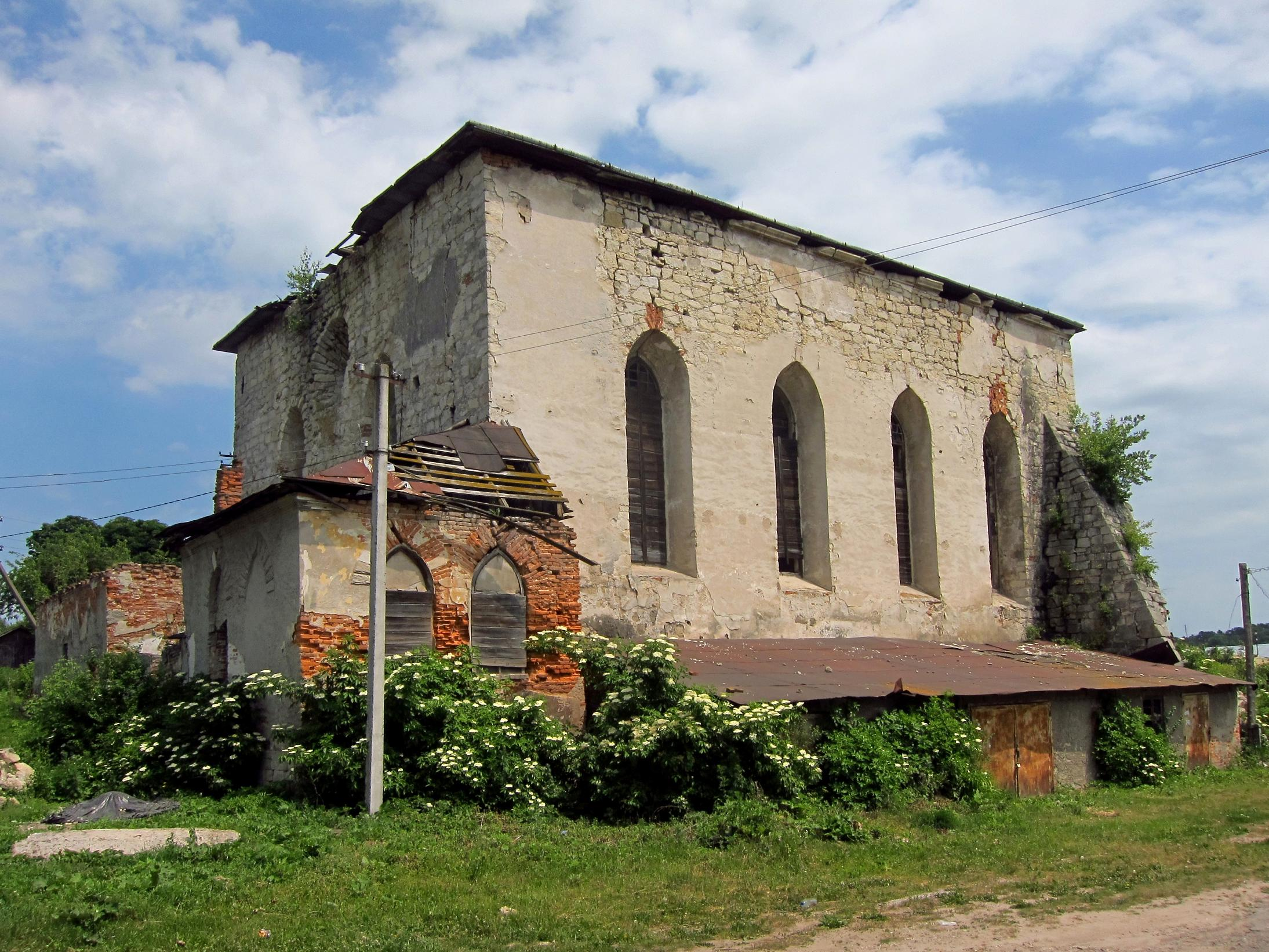
Synagoga (2015)

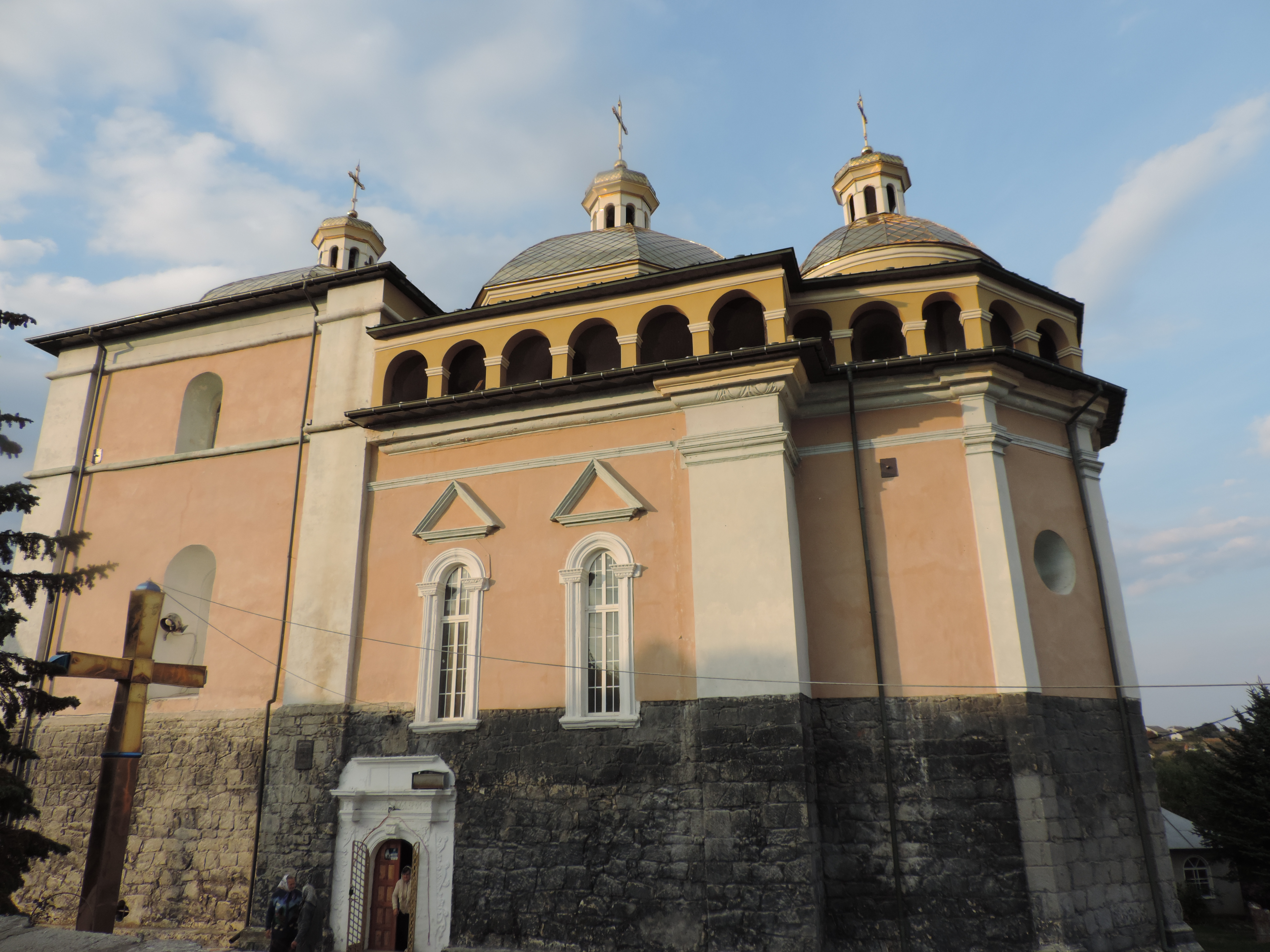
Cerkiew prawosławna pw. Zaśnięcia Bogurodzicy

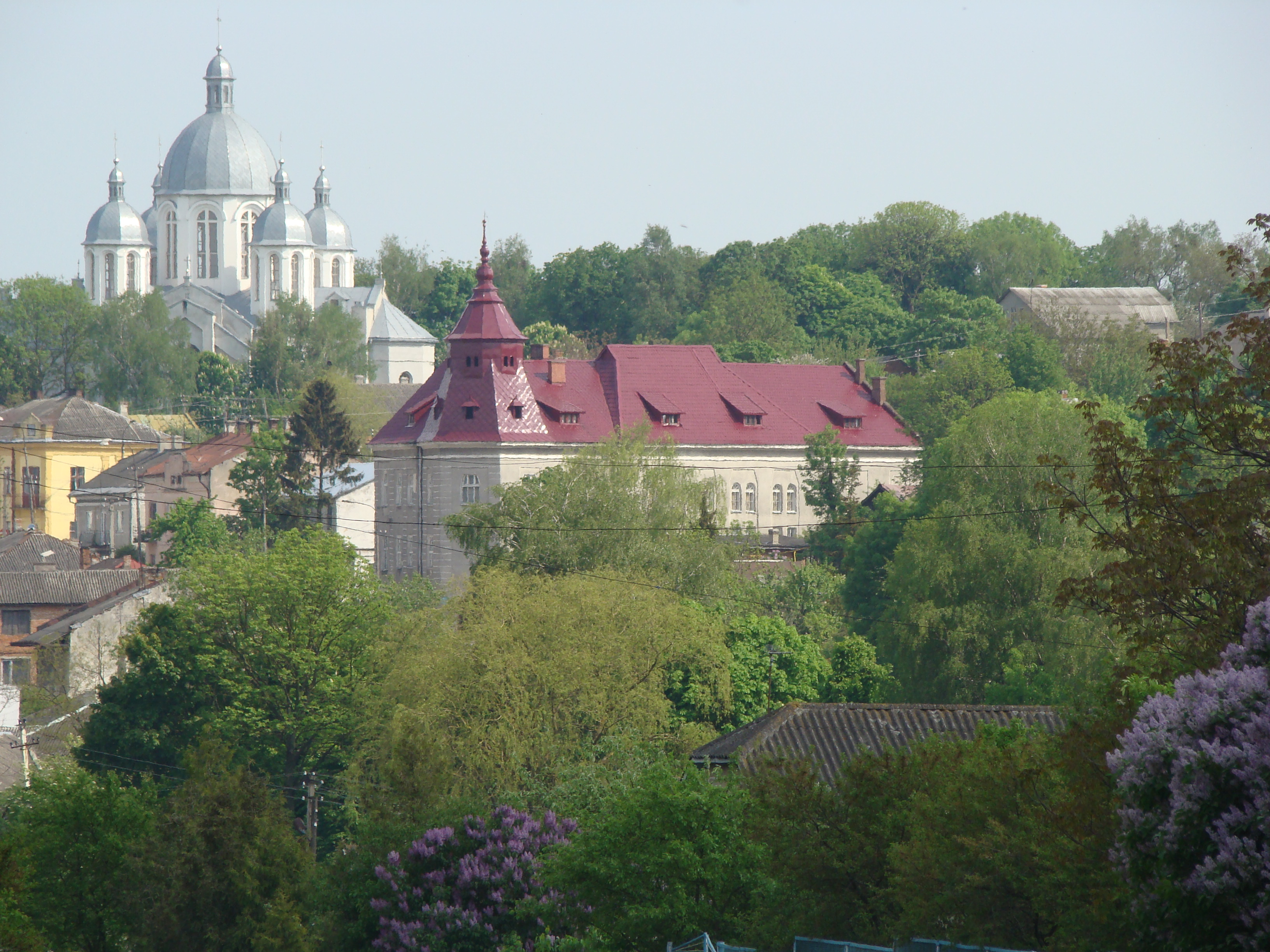
Widok na cerkiew greckokatolicką i ukraiński Dom Ludowy

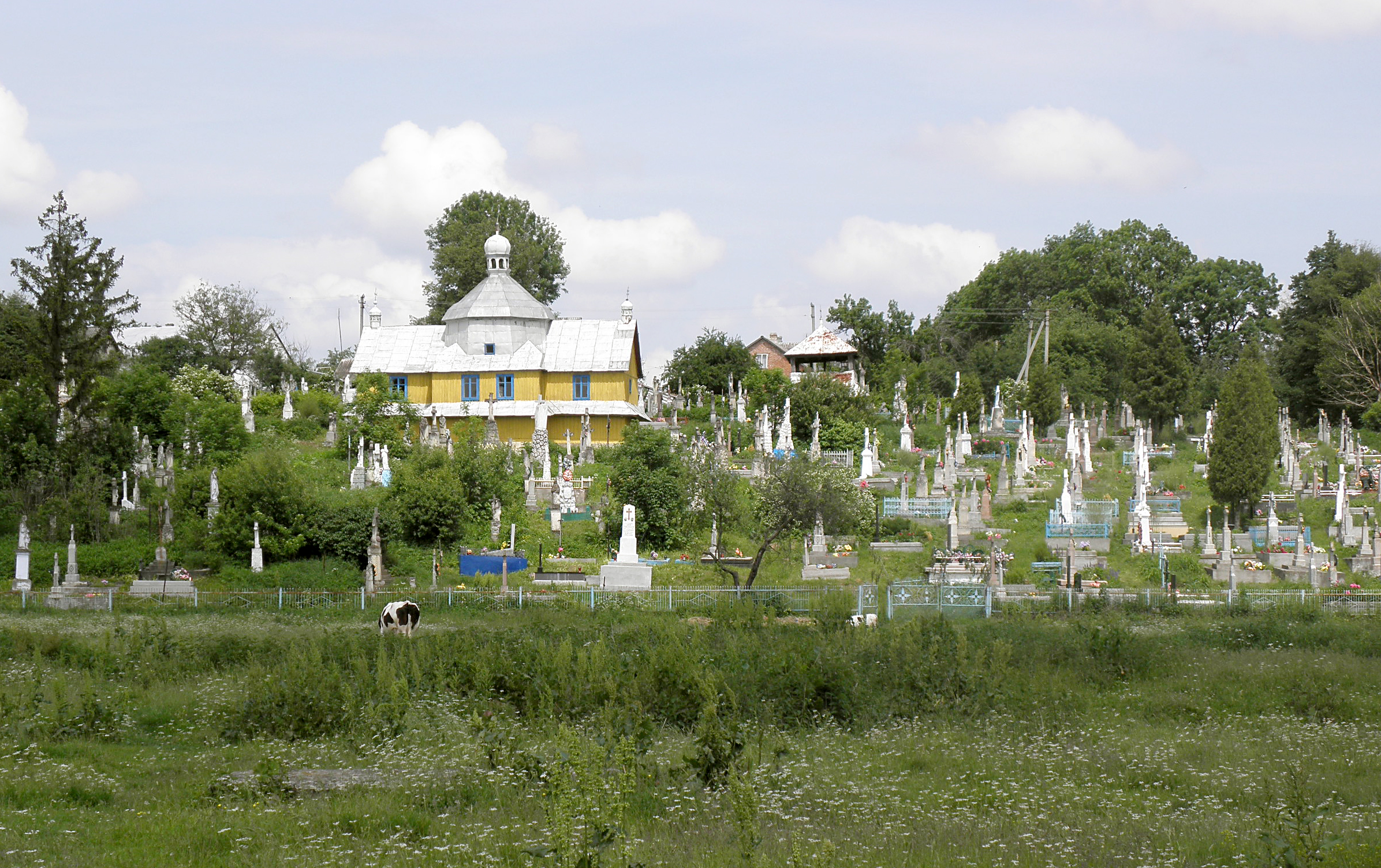
Drewniana cerkiew i cmentarz na Tudyńcu (Podhajce, Stare Miasto)

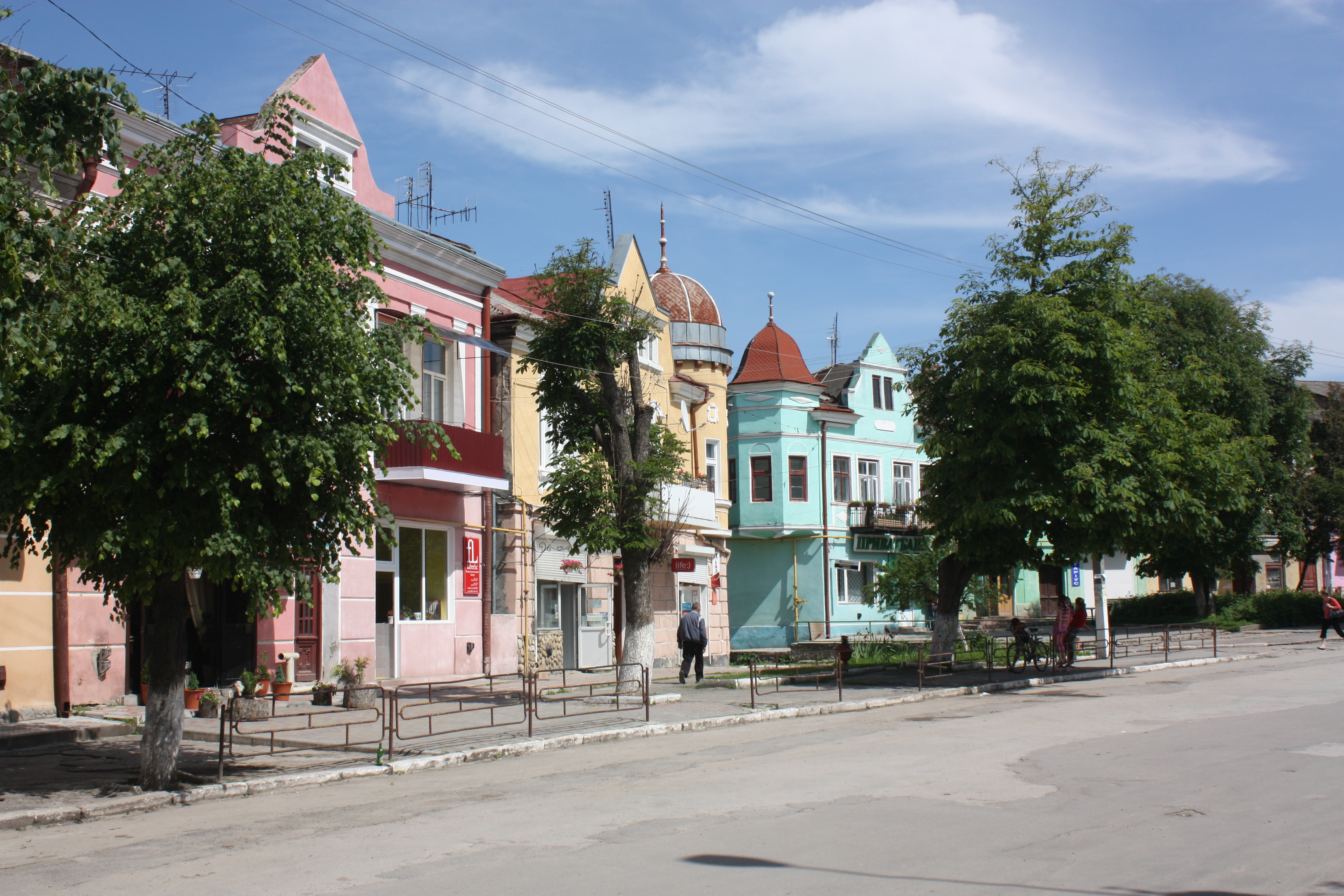
Kamienice na rynku w Podhajcach

## Zabytki
Zabytki istniejące:
- Kościół Trójcy Świętej (pierwotny fundator: Michał Buczacki) fundacja Zofii Tyszkiewiczowej z 1634. Zbudowany z kamiennych ciosów na planie krzyża. W kaplicy Potockich jest pochowany hetman wielki koronny Stanisław Rewera Potocki. W tym kościele podpisano pokój z Tatarami w 1667. Zdewastowany po 1945[44][45].
- Cerkiew prawosławna pw. Zaśnięcia Bogarodzicy – zbudowana w latach 1650–1653 z charakterystyczną arkadową galeryjką, ufundowana przez Annę Mohylankę – żonę Stanisława Rewery Potockiego.
- Drewniana greckokatolicka cerkiew pw. Przemienienia Pańskiego z II poł. XVIII w.
- Dzwonnica z 1893 przy cerkwi pw. Przemienienia Pańskiego.
- Pomnik Adama Mickiewicza – wzniesiony w 1898 w setną rocznicę urodzin wieszcza. Inicjatorem jego budowy był ówczesny marszałek województwa Pan Lityński. W tym samym czasie utworzono Towarzystwo Gimnastyczne „Sokół” w Podhajcach[46]. Pomnik odnowiono po raz pierwszy w 1934, w setną rocznicę wydania „Pana Tadeusza”. W 2011 Henryk Pękalski (prawnik z Wrocławia urodzony w Podhajcach) dokonał renowacji pomnika. 19 czerwca 2011 po uroczystej mszy świętej odbyło się jego odsłonięcie i poświęcenie[47].
- Synagoga – z I poł. XVII w., jedna z najstarszych zachowanych na Ukrainie. Plan budowli i wysokie, ostrołukowe okna sugerują, że pierwotnie była to świątynia chrześcijańska – zbór ariański lub kościół ormiański. Ta druga hipoteza jest bardziej prawdopodobna, bowiem w Podhajcach mieszkała w XVII w. dość liczna społeczność ormiańska, zajmująca się handlem, który później niemal całkowicie przeszedł w ręce Żydów[48].

Synagoga usytuowana jest na terenie lekko spadzistym, o grubych murach z kamienia wzmocnionych od strony spadku terenu dwoma grubymi przyporami. Sala główna na rzucie prostokąta, jednonawowa bez podpór wewnętrznych, przekryta dachem czterospadowym, jednokondygnacyjnym o konstrukcji drewnianej, prawdopodobnie pierwotnie krytym gontem. (Podobne dachy miały bóżnice
powstałe w tym samym okresie na poludniowo-wschodnich ziemiach Korony - w Międzybożu i Starokonstantynowie). Okna sali głównej przesklepione ostrołukowo, w ścianach bocznych po cztery, w szczytowych po dwa, między nimi wysoko umieszczone oculusy. Drzwi wejsciowe do sali na osi ściany zachodniej, osłonięte niewielką, niską sienią. W latach 40. XX w. została zamieniona na magazyn. Obecnie opuszczona, popada w ruinę. Jej dalsze istnienie jest zagrożone.
- Ratusz w Podhajcach z 1931, w miejscu zniszczonego podczas I Wojny światowej ratusza z 1886.
- Budynek Polskiego Towarzystwa Gimnastycznego „Sokół” (po 1945 kino).
- Dom księżnej Marceliny Czartoryskiej z XIX wieku (Dom z Lwami), w którym urządzała koncerty pianistyczne, ul. Mickiewicza 9[50].
- Cmentarz chrześcijański z bramą i kaplicą z 1891.
- Cmentarz żydowski – należy do najstarszych w Galicji, najstarszy znaleziony nagrobek pochodzi z 1420. Cmentarz zajmuje powierzchnię ok. 2 ha i jest wpisany do państwowego rejestru zabytków. Zachowało się na nim kilkaset bogato rzeźbionych macew[51].
- Zajazd z kolumnowym gankiem z XVII wieku na ulicy Zamkowej 7.
- Pole bitwy z Tatarami z 1667 na północny zachód od miasta, w sąsiedniej wsi Stare Miasto znajduje się kolumna upamiętniająca to wydarzenie.

Zabytki niezachowane:
- Zamek

## Demografia
Liczba ludności w wybranych latach:
Źródło: 1578, 1869, 1890, 1909, 1931, 1989, 2011, 2012, 2017

## Gospodarka
Podhajce są jedynym miastem w rejonie, siedzibą władz i jego centrum administracyjnym i gospodarczym. Dane statystyczne dotyczące gospodarki, oświaty, kultury i opieki zdrowotnej obrazują podstawowe kwestie życia w Podhajcach i jego najbliższym sąsiedztwie. Prezentowane dane odnoszą się do sytuacji w rejonie podhajeckim, o ile nie wskazano inaczej.
W rejonie podhajeckim dominuje produkcja rolnicza. W strukturze produktu brutto w 2012 rolnictwo stanowiło 88,6%.
W 2012 w Podhajcach i otaczających je wsiach wyprodukowano:
- 57,5 tys. ton zboża,
- 31,9 tys. ton ziemniaków,
- 66 tys. ton buraków cukrowych,
- 11,75 tys. ton mleka
- 800 tys. ton mięsa wszystkich kategorii

W gospodarstwach rolnych na dzień 1 stycznia 2013 utrzymywano 145 sztuk bydła, w tym 22 krowy; 172 świń.
Na terenie rejonu działały 123 sklepy sprzedaży detalicznej oraz 11 kawiarni i restauracji. Średnia sprzedaż detaliczna na jednego mieszkańca w 2012 wyniosła 107,1 USD. Średnia wartość sprzedaży usług na mieszkańca 20,4 USD. Na koniec 2012 średnia roczna liczba ludności rejonu podhajeckiego wyniosła 19 500 osób, o 300 mniej niż w 2011. Było to wynikiem spadku przyrostu naturalnego i migracji. W 2012 w Podhajcach zarejestrowanych było około 61 małych i średnich przedsiębiorstw oraz 472 osoby prowadzące działalność gospodarczą. W sektorze małych i średnich przedsiębiorstw utworzono 61 nowych miejsc pracy, o 11 więcej niż w 2011.
Oficjalny status bezrobotnego w 2012 otrzymało 372 osób, o 92 osoby więcej niż w 2011. Od początku 2012 roku rejonowy urząd pracy znalazł zatrudnienie 542 osobom, wysłał na przeszkolenie 108 osób i zatrudnił przy robotach publicznych 180 bezrobotnych.

## Oświata i kultura
W 2012 w rejonie podhajeckim działały 24 szkoły, w których uczyło się 2052 uczniów. Prowadzono także 26 klubów, do których uczęszczało 357 uczniów. Do sieci organizacji kultury rejonu podhajeckiego zaliczano 64 instytucje: 26 klubów w szkołach, 5 domów kultury, 30 bibliotek, 2 szkoły/ogniska sztuki muzycznej oraz jedno muzeum historyczne.

## Opieka zdrowotna
W rejonie podhajeckim funkcjonował szpital miejski w Podhajcach z 120 łóżkami, a także przychodnie lekarza rodzinnego.
Szpital dysponował 9 wyspecjalizowanymi oddziałami m.in.: chirurgii, traumatologii, ginekologii, zakaźnym, neurologicznym czy intensywnej terapii. Liczba pracowników służby zdrowia wynosiła 387 osób.

## Osoby związane z miastem
Honorowi obywatele
- dr Zygmunt Dzikowski – lekarz, przez 13 lat pracujący w Podhajcach, wyróżnił się podczas epidemii cholery w 1894, honorowy obywatel miasta z 1895[63]
- Stanisław Choróbski – lekarz w szpitalu powiatowym w Podhajcach[64][65][66].
- Ludwik Ćwiklicer – w drugiej poł. XIX w. lekarz i kierownik szpitala w Podhajcach, burmistrz miasta[67][68]
- Edward Śmigły-Rydz – Marszałek Polski[69]

- Onufrij Banach – ukraiński prof. chemii. Ukończył studia na Wydz. Chemii UW. Zaczynał jako nauczyciel chemii w liceum w Podhajcach[70]
- Jerzy Choróbski s. Stanisława – polski neurochirurg i neurofizjolog, docent
- Franc Kokowski – doktor praw, sędzia powiatowy w Podhajcach do 4 kwietnia 1928[71]
- Jan Łomnicki – polski reżyser i scenarzysta filmów dokumentalnych i fabularnych
- Tadeusz Łomnicki – polski aktor teatralny i filmowy, reżyser teatralny, pedagog oraz założyciel i pierwszy dyrektor warszawskiego Teatru Na Woli
- Osyp Moroz – ukraiński ekonomista i cybernetyk ur. w Podhajcach. Mieszka w USA. Studiował na UNY. Analityk, członek UAN i Zaw. Stow. Futurystów (USA)[72]
- Stanisław Rewera Potocki – hetman wielki koronny Rzeczypospolitej od 1654, hetman polny koronny od 1652,
- Leonard Rettel – polski działacz polityczny, pisarz, poeta i tłumacz, I polski hispanista, belwederczyk, kapitan – żołnierz-ochotnik powstania listopadowego, orator, emigrant
- Mychajło Rudnycki – ur. w Podhajcach, ukraiński krytyk literacki, pisarz, poeta i tłumacz[73]
- Abraham Weiss – doktor filozofii, rabin i docent Talmudu
- Leonard Widacki – doktor praw, sędzia powiatowy w Podhajcach z dnia 4 kwietnia 1928[74]
- Marta Wiecka – polska szarytka, błogosławiona katolicka ze zgromadzenia Sióstr Miłosierdzia, wyniesiona na ołtarze 24 maja 2008 we Lwowie,
- Mikołaj Wolski – marszałek wielki koronny Rz. od 1616, marszałek nadworny koronny od 1600, dyplomata, starosta krzepicki i olsztyński, skarbnik rawski

## Sprawiedliwi wśród Narodów Świata(ratujący Żydów w Podhajcach)
- s. Stanisława Chmielewska (imię zakonne Helena) – przełożona klasztoru Sióstr Franciszkanek Rodziny Maryi w Podjhajcach – w kierowanym przez franciszkanki sierocińcu znajdowały schronienie żydowskie dzieci, m.in. Rozalia Kartyganer[75][76][77]
- Zbigniew i Bronisława Gąskowie – polskie małżeństwo, które ukrywało Sylwię Andacht[78]
- Kateryna Sikorska i jej córka Iryna (po mężu Hutor) – ukrywały braci Kresselów i Michała Klara. Kateryna została aresztowana i skazana na śmierć za ukrywanie Żydów, wyrok wykonano w 1943 roku[79][80][81]

## Współpraca z Polską
15 września 2008 w Jaczkowicach przedstawiciele gminy Oława i rejonu Podhajce na Ukrainie podpisali deklarację o woli nawiązania współpracy. Główną ideą podpisanego dokumentu jest umacnianie przyjaźni pomiędzy Polską i Ukrainą, m.in. przez: wzajemne promowanie obu regionów, poznawanie ich historii, tradycji, osiągnięć gospodarczych, kulturalnych i sportowych, wymiana doświadczeń na płaszczyźnie gospodarczej, kulturalnej i sportowej, a w szczególności wymiana młodzieży i mieszkańców gminy Oława i rejonu Podhajce.
19 października 2017 podpisano umowę o współpracy pomiędzy Strzegomiem a Podhajcami, tym samym Podhajce stały się miastem partnerskim Strzegomia.

## Galerie zdjęć
- Zdjęcia z Podhajec (miasto) zrobione i opisane przez Monikę Bayer-Smykowską (2012). [dostęp 2013-06-21]. [zarchiwizowane z tego adresu (2015-06-08)].
- Zdjęcia z Podhajec (przedmieścia) zrobione i opisane przez Monikę Bayer-Smykowską (2012). [dostęp 2013-06-21]. [zarchiwizowane z tego adresu (2015-06-08)].
- Galeria zdjęć Moniki Bayer-Smykowskiej z podhajeckiego rzymskokatolickiego cmentarza (2012). [dostęp 2013-06-20]. [zarchiwizowane z tego adresu (2015-06-08)].
- Zdjęcia z Podhajec (miasto) zrobione i opisane przez Monikę Bayer-Smykowską (2011). [dostęp 2013-06-20]. [zarchiwizowane z tego adresu (2015-06-08)].
- Galeria zdjęć Bartosza Twarowskiego z Podhajec (2010). [dostęp 2013-06-20].
- Zdjęcia z kolekcji Stefana Kołodnickiego na portalu lvivcenter.org (ukr.). [dostęp 2016-03-23].
- Zdjęcia na portalu castles.com.ua (ukr.). [dostęp 2013-06-27].
- Galeria zdjęć z Podhajec (2008) (ukr.). [dostęp 2013-06-20].
- Zdjęcia z Podhajec (pol.)
- Photos of Pidhaytsi Zdjęcia (ang.)
- Galeria zdjęć (ang.)
- Archiwalne widoki miejscowości w bibliotece Polona